# Thinobius munsteri
Thinobius munsteri är en skalbaggsart som beskrevs av Otto Scheerpeltz 1959. Thinobius munsteri ingår i släktet Thinobius, och familjen kortvingar. Enligt den finländska rödlistan är arten nära hotad i Finland. Arten är reproducerande i Sverige. Artens livsmiljö är grus-, klapper- och stenstränder vid sötvatten.